# 1987年4月14日月食
1987年4月14日月食为一次在协调世界时1987年4月14日出現的半影月食。該次月食半影食分為0.802、全影食分為-0.226。

## 概述
這次月食的食分是13.42。

## 基本參數
- 類型：半影月食
- 食甚資料：
  - 日期：1987年4月14日
  - 時間：2:19
  - 月球位置：赤經13.42度、赤緯-10.1度
  - 食分：半影食分：0.802、全影食分：-0.226

## 外部連結
- NASA月食專頁（页面存档备份，存于）（英文）